# Cyclamen rhodium
Cyclamen rhodium is een plant uit het geslacht Cyclamen die inheems is in het zuiden van Griekenland en op de Griekse eilanden Rhodos en Kos.

## Kenmerken
C. rhodium heeft bredere, vaak mooi gevlekte en minder gelobde bladeren dan deze van de zustersoort Cyclamen repandum.
De soort telt ten minste drie ondersoorten:
- Cyclamen rhodium subsp. rhodium treffen we op Rhodos en plaatselijk op het eiland Kos. Deze ondersoort heeft lichtroze of witte bloemen met een purperen basis en meer gelobde bladeren dan de twee andere ondersoorten.
- Cyclamen rhodium subsp. peloponnesiacum J. Compton & Culham, die Cyclamen repandum in het zuiden van Griekenland vervangt, heeft roze tot karmijnrode bloemen; f. albiflorum heeft witte bloemen.
- Cyclamen rhodium subsp. vividum J. Compton & Culham met fel magentakleurige bloemen vinden we in het oosten van de Peloponnesos.

## Kweek
C. rhodium is niet winterhard en moet gekweekt worden in een koude kas, behalve in streken met een zachter klimaat zoals het zuiden van Engeland en het westen van Frankrijk.
... · 
C. abchasicum · 
C. africanum · 
C. alpinum · 
C. balearicum · 
C. cilicium · 
C. colchicum · 
C. coum (Rondbladige cyclaam) · 
C. creticum · 
C. cyprium · 
C. elegans · 
C. graecum · 
C. hederifolium (Napolitaanse cyclaam) · 
C. intaminatum · 
C. libanoticum · 
C. mirabile · 
C. persicum · 
C. pseudibericum · 
C. parviflorum · 
C. purpurascens (Alpenviooltje) · 
C. repandum · 
C. rhodium · 
C. rohlfsianum · 
C. somalense · 
...